# أبو فدك المحمداوي
أبو فدك المحمداوي (20 كانون الثاني 1968 -) واسمه الحقيقي هو عبد العزيز الملا مجيرش المحمداوي ويلقب ب«الخال» هو قائد أركان الحشد الشعبي وأحد القادة البارزين فيه، وهو الأمين العام السابق لكتائب حزب الله في العراق وعضو شورى كتائب الحزب منذ عام 2003، وهو المسؤول الرئيسي عن تأسيس وحدات العمليات الخاصة في الكتائب، التحق بكتائب حزب الله سنة 1997 وبدأ بتنفيذ عمليات ضد حكومة صدام حسين، وشارك في العديد من المعارك في الحرب ضد تنظيم الدولة الإسلامية (داعش) ومنها: عمليات تحرير آمرلي، ومعركة الفلوجة وغيرها، واتهمته الولايات المتحدة بتنفيذ هجمات عديدة على قواتها في العراق، صنفته الولايات المتحدة ضمن قائمة الإرهابيين في أواسط كانون الثاني/ يناير من عام 2020. يُحمّله ناشطون عراقيون مسؤولية الهجوم على متظاهري تشرين في جسر السنك وساحة الخلاني في 6 كانون الأول سنة 2019.